# Scripts de Tolkien
Os scripts de Tolkien são sistemas de escritas artificiais inventados pelo filólogo e escritor de fantasia JRR Tolkien (autor de série O Senhor dos Anéis) dentro do contexto fictício da Terra-média. Os mais conhecidos são Cirth, Sarati e Tengwar.

## Contexto
Tolkien desde a adolescência inventou escritas, scripts e, idiomas (chamadas de glossopoeia por Tolkien, do grego γλώσσα glôssa, "linguagem, língua" e ποιῶ poiô, "fazer" o paralelo entre sua ideia de mito ou mythopoeia). Mais tarde, além de filólogo e poeta, tornou-se um linguista calígrafo (doutor em Letras e professor universitário de língua).
Em meados de 1915, ele já trabalhava há alguns anos em seu projeto linguístico “linguagem de fadas sem sentido”, o que tornou-se mais tarde em duas línguas élficas: Quenya, baseada no finlandês, e Sindarin, baseada no galês. Alguns scripts foram projetados para uso com seus idiomas construídos, outros para fins mais práticos. O Privata Kodo Skauta (Código Escoteiro Privado) de 1909 foi projetado para ser usado em seu diário pessoal; tinha um alfabeto e alguns ideogramas de palavras. No final de sua vida, ele criou um novo alfabeto inglês estruturado, denominado Tengwar, mas escrito em caracteres semelhantes aos do latim e do grego.
Em ordem cronológica, os roteiros da Terra-média de Tolkien são: 
1. Tengwar de Rúmil, ou Tiw, ou Sarati[2]
2. Runas gondolínicas (runas usadas na cidade de Gondolin)
3. Escrita valmarica
4. Andyoqenya
5. qeniático
6. Tengwar de Fëanor
7. O Cirth de Daeron, ou Certar[2]

Além disso, existem algumas variantes pré-Fëanorianas, incluindo Falassin, Noriac, Banyaric e Sinyatic, e alguns alfabetos não pertencentes à Terra-média, em manuscritos da década de 1920, e um Alfabeto Goblin usado em The Father Christmas Letters.

## Cirth

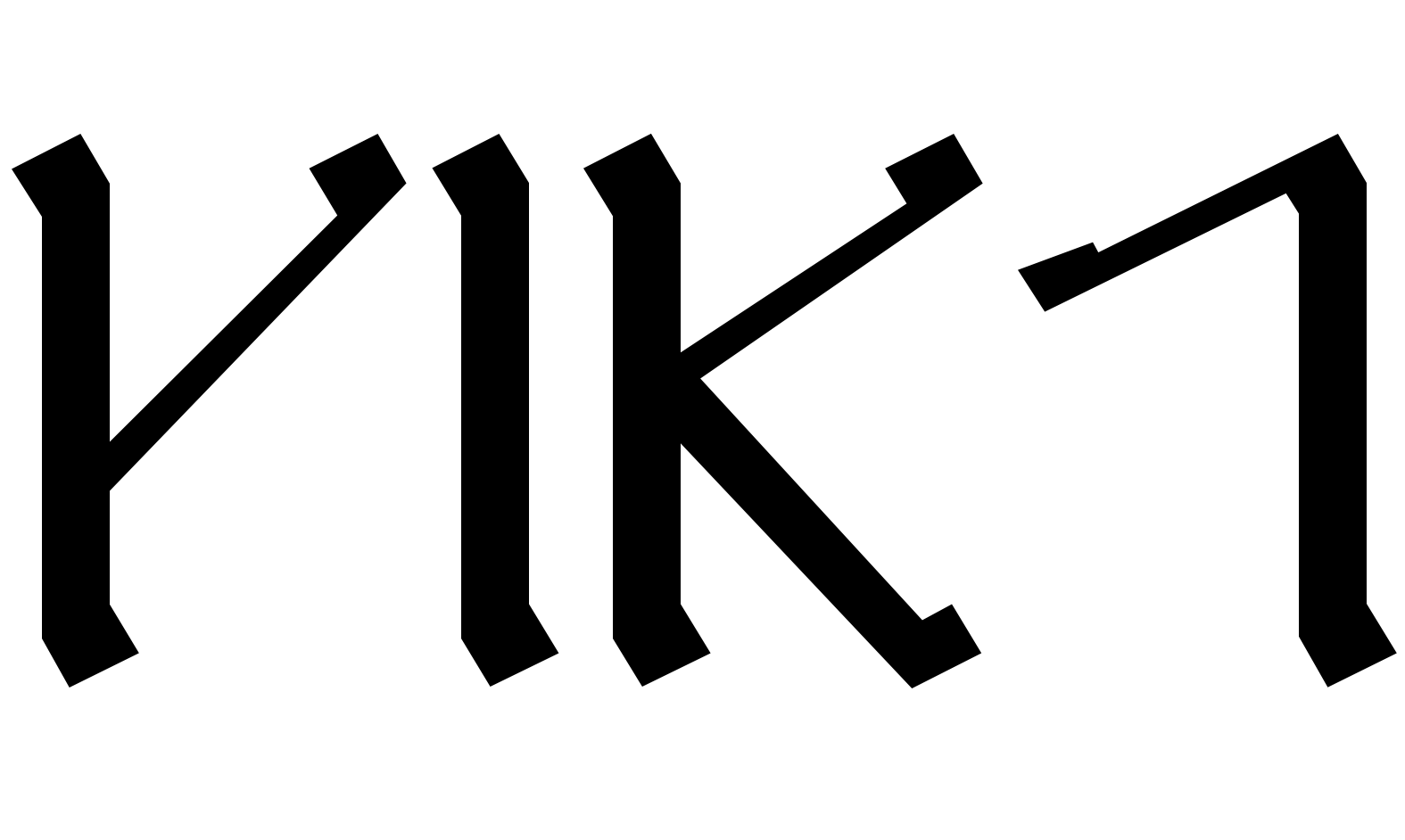
A palavra "Cirth" escrita usando o Cirth

O Cirth, que significa "runas", é uma escrita semi-artificial, baseada em alfabetos rúnicos real, inventada para suas línguas construídas. Cirth é escrito com letra maiúscula quando se refere ao sistema de escrita; as próprias letras podem ser chamadas de cirth. No contexto fictício da Terra-média, o Certhas foi criado pelos Sindar ou Elfos Cinzentos para seu idioma, o Sindarin. Sua extensão e elaboração era conhecida como Angerthas Daeron, pois foi atribuída ao Sinda Daeron, apesar do fato de que provavelmente foi arranjada pelos Noldor (os elfos do segundo clã) para representar os sons de outras línguas como Quenya e Telerin. Embora tenha sido posteriormente amplamente substituído pelo Tengwar, o Cirth foi, no entanto, adotado pelos anões para escrever tanto sua língua khuzdul quanto as línguas dos homens. O Cirth foi adaptado, em sua forma mais antiga e simples, por várias raças, incluindo Homens e até Orcs.

## Sarati

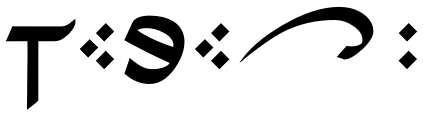
"Sarati" escrito em Sarati, da esquerda para a direita, a letra "a" mostrada explicitamente

O Sarati foi o primeiro roteiro de Tolkien para os Elfos . Ele eventualmente se desenvolveu no Tengwar, supostamente criado por Fëanor . Conhecido como o primeiro sistema de escrita de Arda, o Sarati foi inventado pelo cronista Ñoldorin Rúmil de Valinor no ano Valiano de 1179. Foi ele "quem primeiro alcançou sinais adequados para a gravação de fala e música" O sistema de escrita é oficialmente chamado de Sarati, pois cada letra da escrita representa um "sarat". No entanto, Tolkien às vezes chamou o sistema de escrita de "O Tengwar de Rúmil", tengwar significando "letras" na língua élfica Quenya . "Sarati" é o nome em quenya para a escrita de Rúmil.
Sarati geralmente era escrito de cima para baixo, mas originalmente era escrito da esquerda para a direita, ou boustrophedon, indo para a esquerda e para a direita alternadamente, como um boi puxando um arado para frente e para trás em um campo. Ao escrever em quenya, o sinal para "a" geralmente é omitido, pois é a vogal mais comum em quenya. Isso torna Sarati um abugida com uma vogal inerente de "a" (conjunto de sinais utilizados para representar os fonemas da língua).

## Tengwar

"Tengwar" escrito usando o script Tengwar no modo Quenya

Dentro do contexto da Terra-média, os Tengwar foram inventados pelo elfo Fëanor e usados primeiro para escrever as línguas élficas quenya e telerin . Mais tarde, um grande número de idiomas da Terra-média foram escritos usando o Tengwar, incluindo Sindarin. Tolkien usou o Tengwar para escrever amostras em inglês.
A inscrição no Anel, um dístico na língua Negra do Verso do Anel, foi escrita na escrita Élfica Tengwar, com floreios pesados, já que Mordor não tinha escrita própria.